# Église Saint-Andrew de La Tuque
L'église Saint-Andrew de La Tuque (Saint Andrew's Anglican Church en anglais) est une église paroissiale anglicane désacralisée en 2010 située dans la région touristique de la Mauricie au Québec (Canada). Cette église, construite en 1911, a été l’unique lieu de culte anglican de la ville de La Tuque. Elle est reconnue comme patrimoine culturel immobilier par le gouvernement du Québec et est inscrite au circuit patrimonial de la Mauricie. 

## Histoire

### Construction
La construction de l’église Saint-Andrew ainsi que son presbytère commença en 1910 à la suite d’une donation des terrains par les dirigeants de la St. Maurice Industrial Company, qui deviendra, en 1917, la Brown Corporation.
La première levée de fonds pour construire l'église fut organisée par John Ambrose O'Brien, cofondateurs de la Ligue nationale de hockey et premier propriétaire des Canadiens de Montréal. Basé à La Tuque en 1909, John Ambrose O'Brien était le contremaître en chef du chantier de construction du National Transcontinental,. Chaque employé de son chantier devait contribuer 1 $ par semaine pour édifier l'église.[réf. nécessaire]

### Vitrail

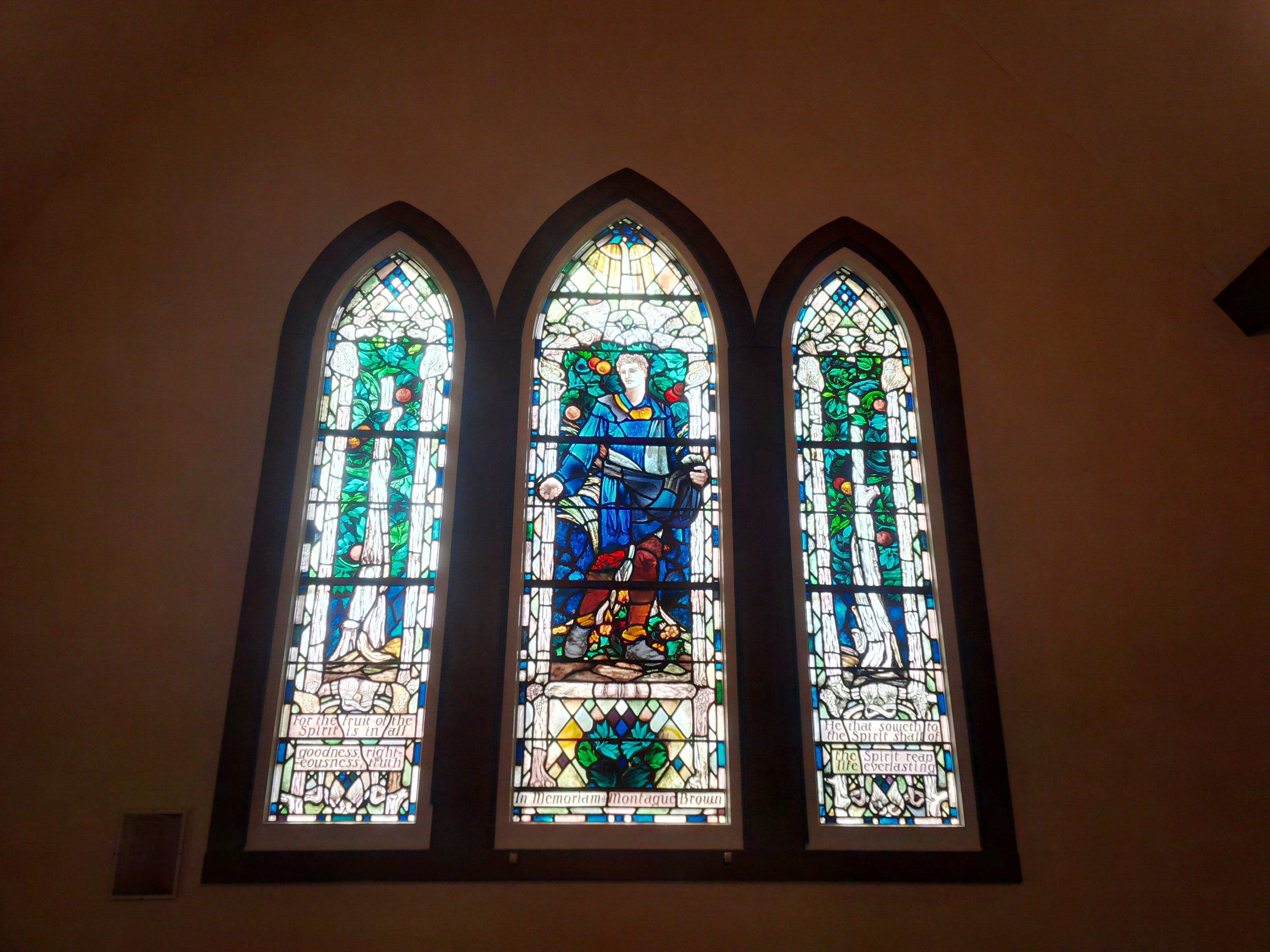
Vitrail à la mémoire de Montague Brown

En 1922, la famille Brown dota l’église Saint-Andrew d’un vitrail commémoratif en l’hommage de Montague Brown décédé tragiquement le 21 septembre 1911. Montague Brown fut le maître d’œuvre et gérant à La Tuque de la première usine de pâte à papier Kraft au Canada. De plus, Montague Brown fut cosignataire de l’acte de constitution de la ville de La Tuque en 1911 six mois avant son accident. L'œuvre commémorative est signée de la main de Mary Hamilton Frye (en), artiste américaine reconnue pour ses aquarelles publiées dans les livres pour enfants.
Avant d’être installée dans le sanctuaire de l’église St-Andrew, cette œuvre intitulée In memoriam Montague Brown a été exposée, en 1922, au musée de Boston.

### Histoire récente

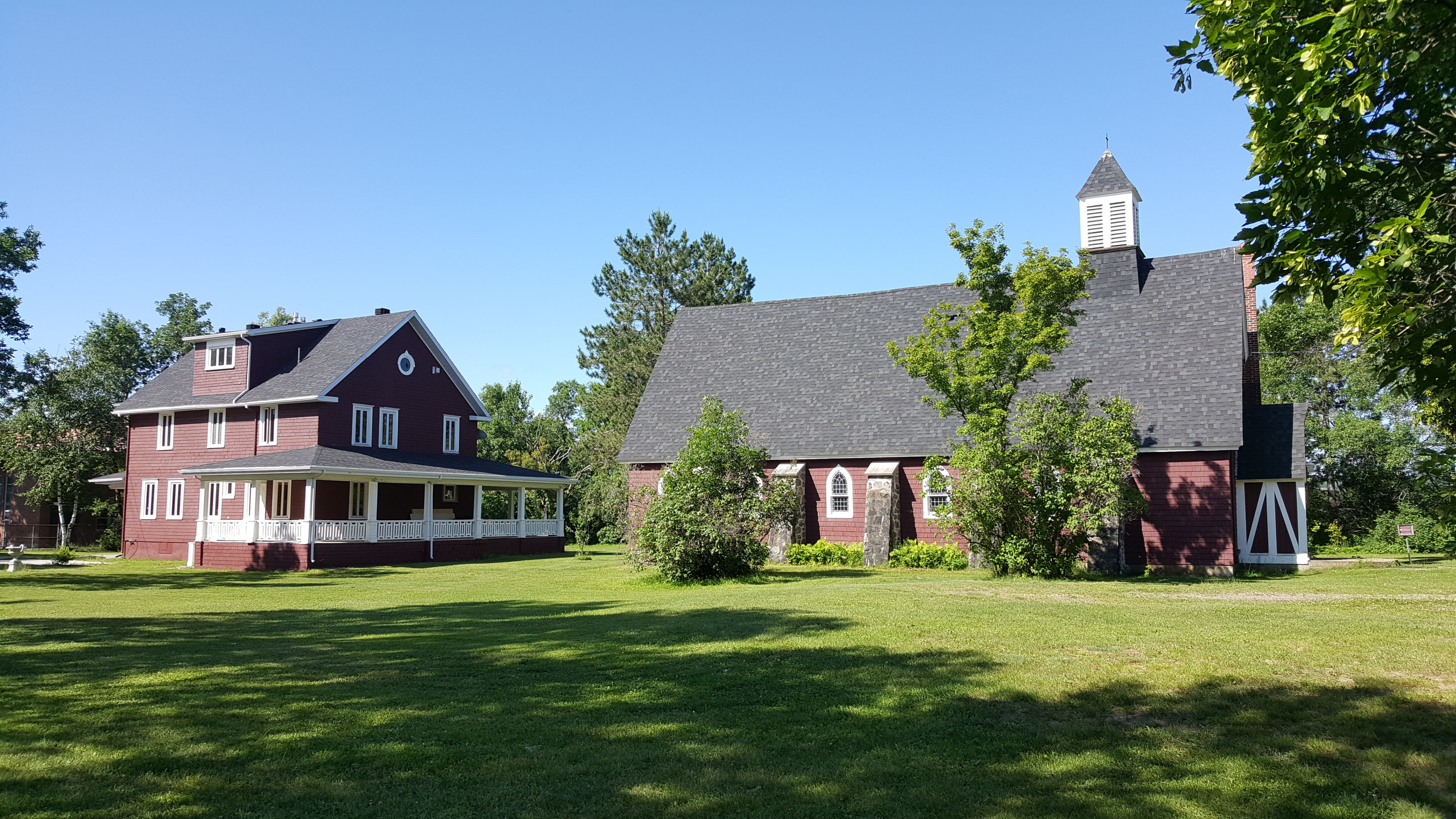
L'Auberge de la petite chapelle en 2017

L’église a été désacralisée en 2010. L'église ainsi que son presbytère adjacent furent achetés en septembre 2012 par deux propriétaires privés. L'église anglicane a été transformée en salle multifonctionnelle et le presbytère en un gîte touristique appelé « Auberge de la petite chapelle », certifié 4 soleils par la corporation de l'Industrie Touristique du Québec.  

## Valeur patrimoniale et touristique

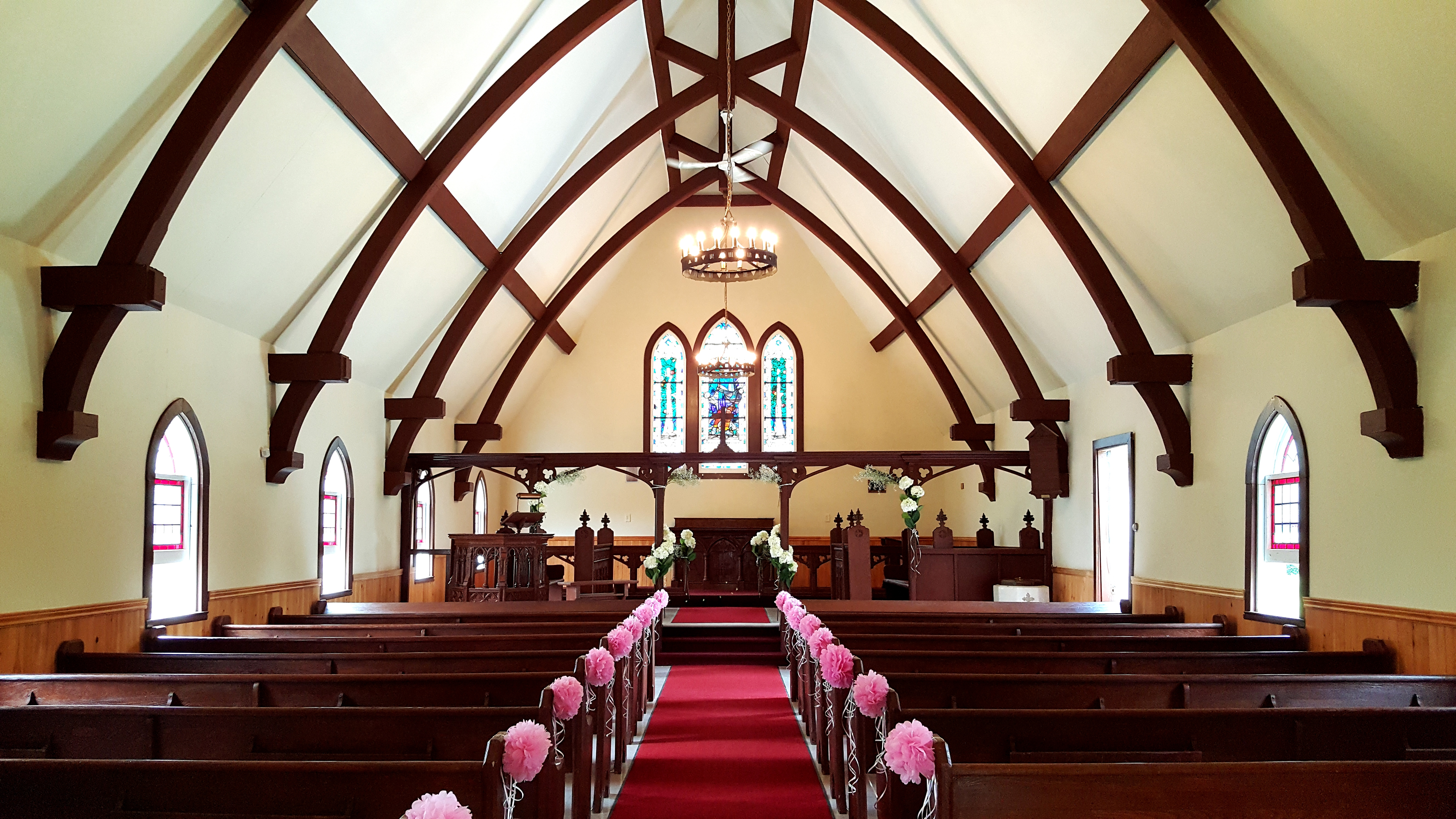
L'église Saint-Andrew en 2016

L'église Saint-Andrew est repertoriée dans le patrimoine culturel du Québec. Le site est également recommandé dans le circuit patrimonial de la Mauricie du ministère du Patrimoine canadien. De plus, le site a obtenu une mention spéciale de la part du jury au concours Paysage Mauricie en 2016.